# Esterházy-kastély (Tata)
Az Esterházy-kastély Tatán, a vár mellett, az Öreg-tó partjához közel található.

## Építése
Az 1760-as évek elején gróf Esterházy Miklós (1711–1764) a vár lebontásával, annak helyére nagy szabású új kastély tervének az elkészítésével bízta meg Fellner Jakabot. A négy változatban kidolgozott terv megvalósítását részben Esterházy gróf halála (1765), részben az elegendő pénz hiánya hiúsította meg. A kastély 1776-ban nyerte el mai formáját.
A tatai kastély műemlékegyütteséből kiemelkedik a főépület arányosan impozáns tömbje, amelynek kéttornyú déli homlokzata az Öreg-tó partján álló Esterházy-sétányra néz. Két oldalt kapukkal csatlakozik a szabálytalan udvart körülvevő udvarrészekhez. Nyugat felől az ún. „kiskastély” és a hozzá kapcsolódó melléképületek karéja öleli körül. Ezek kapcsolták a kastélyhoz a galántai Balogh Ferenc (1708–1765) jószágkormányzó, Fellner Jakab által 1751-ben épített lakását. Az együttes művészetileg nagyon értékes része még a kocsiszín kis épülete, mely ugyancsak magán viseli Fellner építészeti jegyeinek legjellegzetesebb vonásait.

## Történelmi események 1945-ig
- 1809. augusztus 22-étől november 21-éig, a Napóleon előli visszavonuláskor, itt lakott I. Ferenc magyar király és Mária Ludovika királyné. Az uralkodó itt írta alá a napóleoni háborúkat lezáró bécsi vagy schönbrunni békét, 1809. október 14-én, a kastély északi toronyszobájában.
- 1849. május 2-án Görgei Artúr a kastélyban levő főhadiszállásáról indította meg csapatait Buda visszafoglalására.
- Az 1848–49-es szabadságharc idején itt éjszakáztak Windisch-Grätz tábornagy és Haynau táborszernagy.
- 1897. szeptember 10. és 15. között a bécsi udvar hadgyakorlatot rendezett, s főhadiszállásul a kastélyt jelölték ki. Ferenc József és II. Vilmos német császár látogatott ide. A meghívott román, a szász és a szerb királyok nem jöttek el. Itt tartózkodásuk tiszteletére készült el a világon elsőként az acetilénlámpás közvilágítás, amely először 1897. július 24-én este fél kilenckor gyulladt fel.

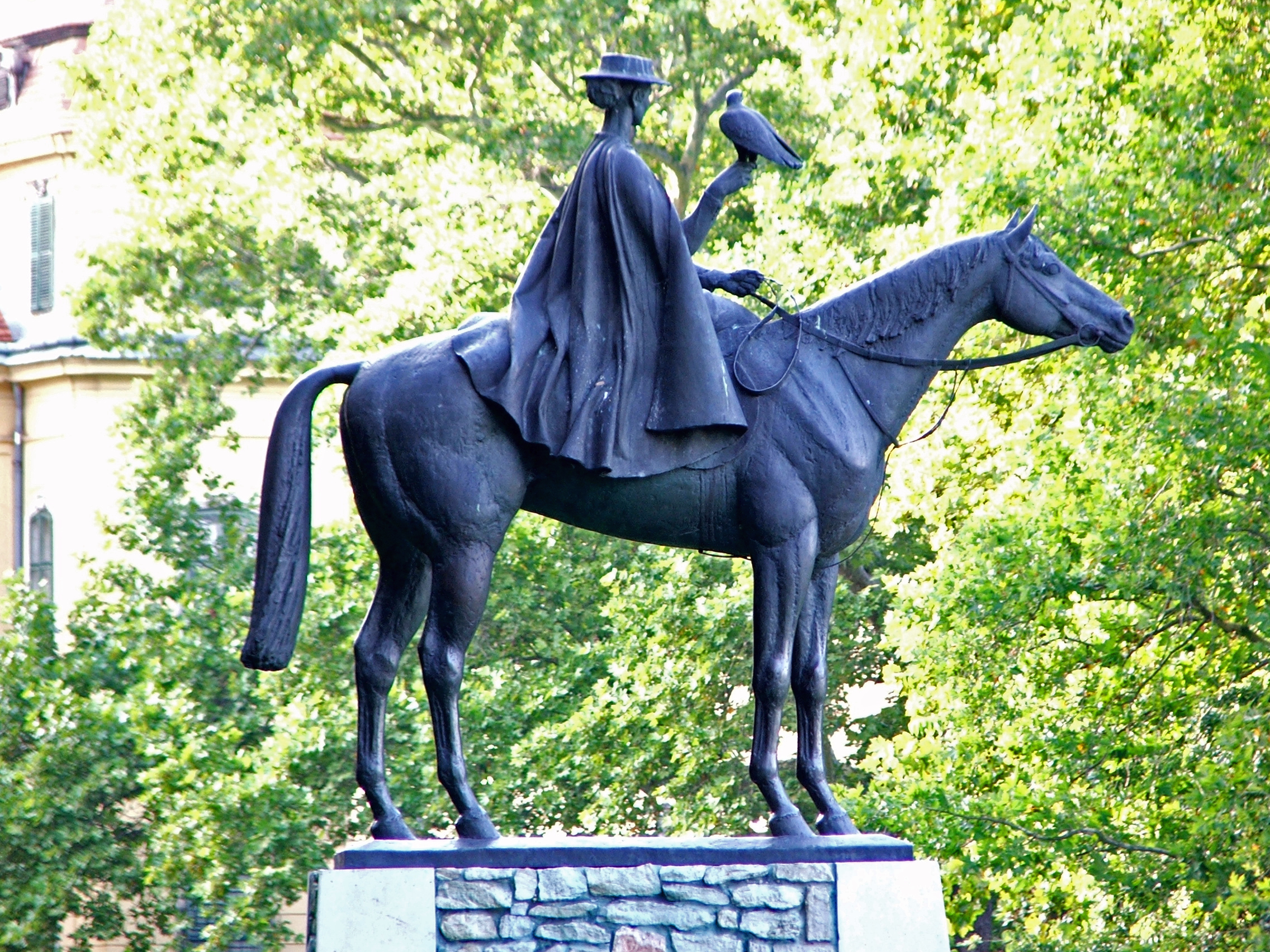
A kastély előtt álló Tatai Diana című szobor

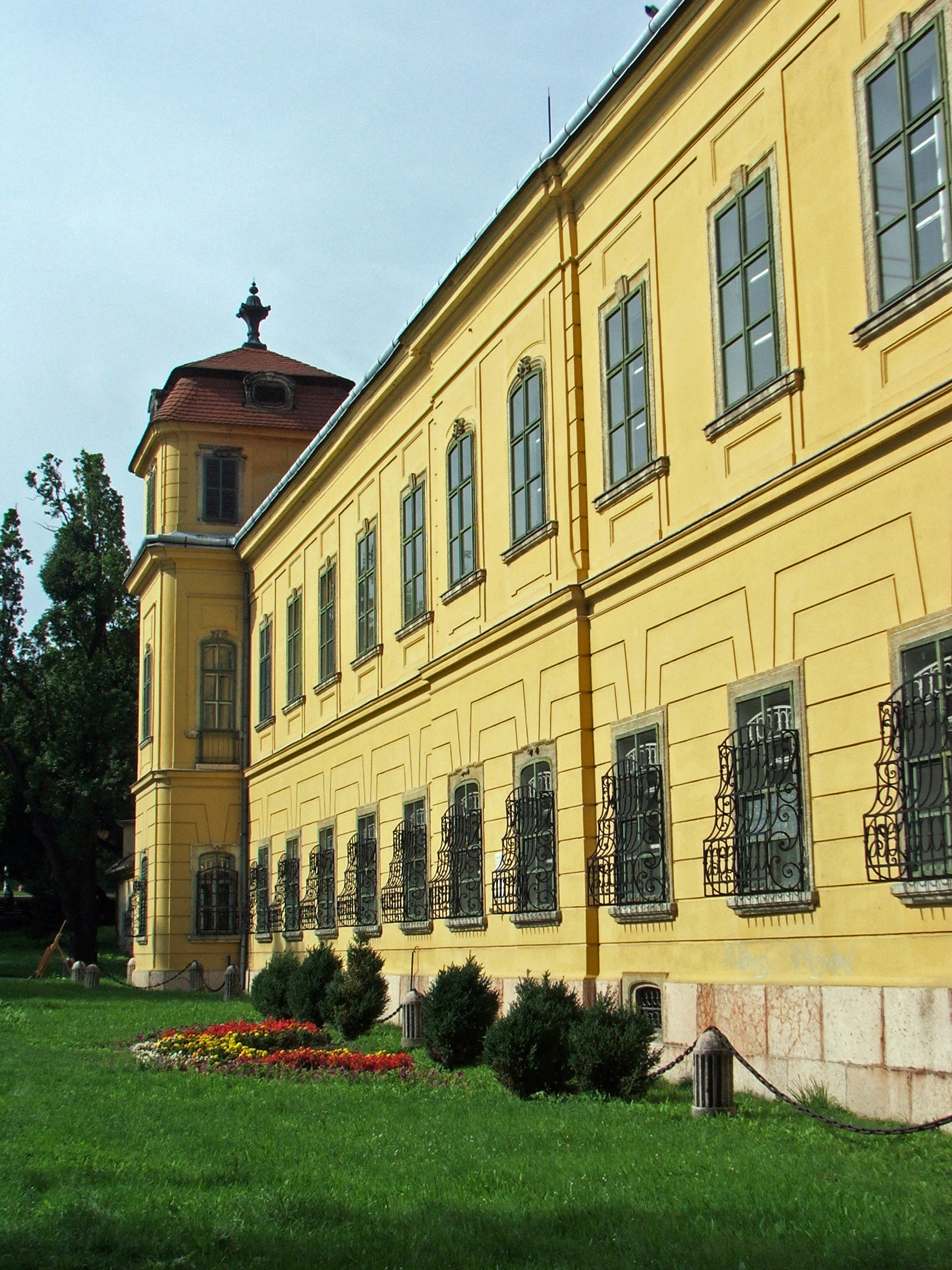
A kastély homlokzata

- 1921. október 22-én, IV. Károly második visszatérési kísérlete idején éjjel, kíséretével együtt megérkezett a tatai vasútállomásra a király. A katonák felesketése után visszaszálltak a vonatba és tovább utaztak Budapest felé. Velük ment Esterházy Ferenc gróf is. A vesztes budaörsi csata után, október 24-én délben érkeztek vissza az Esterházy-kastélyba, ahol IV. Károlyt, Zita királynét, ifj. Andrássy Gyula grófot, ifj. Rakovszky Istvánt, Gratz Gusztávot, Zichy Istvánt és Gyürky grófot a nemzeti hadsereg őrizetbe vette. IV. Károly és felesége október 25-ét szűkebb környezetében a grófi kastélyban töltötte. Egyedül a tóvárosi kapucinus zárda főnökét engedték be, aki a kastély kápolnájában misézett. A királyi pár október 26-án hajnalban hagyta el Tata-Tóvárost, és még aznap 13 órakor megérkeztek Tihanyba.

## Események napjainkig
1945. március 19-e után a kastély berendezését a szovjet csapatok tönkretették, a megmaradt bútorokat a lakosság hordta széjjel. Amikor Lipótmezőt szovjet katonai célra vették igénybe, az ott működő budapesti Lipótmezei Állami Elme- és Ideggyógyintézet egy részét 1945. július 26-án a tatai kastélyban helyezték el. Ekkor a Városi Kórház kezelésébe került a kastély, és a hozzá tartozó épületek is. 1989-ben a kastély előtti parkban felállították, Tóth Béla, Tatai Diana című lovas szobrát. 1999-től a pszichiátria kiköltöztetése után a kastély üresen állt. 2018-ban elkezdődtek a felújítási munkálatok és 2021 májusában át is adták a nagyközönségnek a megújult komplexumot. Jelenleg az Esterházy család életét bemutató A Béke szigete című kiállítás látható a kastélyban.